# Agnes Debrit-Vogel
Agnes Debrit-Vogel (Bern, 3 januari 1892 - aldaar, 23 mei 1974) was een Zwitserse journaliste en feministe.

## Biografie
Agnes Debrit-Vogel was een dochter van Friedrich Christian Vogel, een bankier, en van Catherine Eugénie Michel. Ze was een zus van Esther Baezner en huwde met Jean Debrit, een journalist. Na haar kindertijd in Bern studeerde ze filologie aan de Universiteit van Bern en de Universiteit van Genève. In 1921 behaalde ze een doctoraat. Na haar studies werd ze journaliste en van 1924 tot 1928 was ze redactrice van het blad Berna.
Vanaf 1910 werd Debrit-Vogel actief binnen de beweging voor het vrouwenstemrecht in Zwitserland. Van 1928 tot 1934 zetelde ze in het bestuur van het Schweizerischer Verband für Frauenstimmrecht en van 1938 tot 1956 ook in het bestuur van de Bund Schweizerischer Frauenvereine (BSF), waarvan ze van 1947 tot 1949 ondervoorzitster was. In 1923 was ze ook betrokken bij de oprichting van de Vereinigung Bernischer Akademikerinnen. In 1928 en in 1958 was ze betrokken bij de edities van de Schweizerische Ausstellung für Frauenarbeit (SAFFA). Tijdens de Tweede Wereldoorlog pleitte ze voor een aanvullende burgerdienst voor vrouwen. Na de oorlog was ze van 1959 tot 196 voorzitster van de Bernischer Frauenbund en bepleitte ze de bescherming van de natuur. In haar testament liet ze haar documentatie na aan de BSF, die deze onderbracht in de Gosteli-Stiftung.
- Gemeinsame Normdatei: 1062529936
- Historisch woordenboek van Zwitserland: 009288
- Virtual International Authority File: 311726338
- WorldCat: E39PBJrKQJfFVV7WqtG9TxTJXd